# Johann Christian von Lindenowski
Johann Christian von Lindenowski, Johann Christian Lindenow (ur. 13 sierpnia 1736 w Gdańsku, zm. 17 lipca 1813 w Gdańsku) – pruski oficer, komisarz i nadburmistrz Elbląga, prezydent Gdańska, funkcjonariusz policji i dyplomata pruski.

## Życiorys
Syn Martina Christiana Lindenowa, kupca, oraz Anny Eufrosiny. Po śmierci ojca wychowywany był przez dwóch ojczymów – Johanna von Wagenfeldta (1703–1750), następnie Beniamina Reimera (1701–1765), którzy byli pruskimi rezydentami w Gdańsku.
Uczęszczał do szkoły elementarnej św. Piotra i Pawła w Gdańsku, od 1751 do Gimnazjum Akademickiego w Gdańsku. Po 1752 kontynuował naukę w Królewskim Pruskim Korpusie Kadetów w Berlinie. Uczestniczył w wojnie siedmioletniej (1756–1763), służył w Regimencie Księstwa Anhaltu-Dessau (Anhalt-Dessauischen Rgt.) w Bernburgu (1763-1766), kończąc w stopniu porucznika. Powierzono mu urząd radcy podatkowego w Nidzicy (1769-1972). Przed 1770 zmienił pisownię nazwiska na Lindenowski. Po I rozbiorze Polski (1772) i zajęciu przez Prusy m.in. terenu polskiego Pomorza, został pruskim komisarzem, następnie nadburmistrzem i dyrektorem policji w Elblągu (1773-1780), urzędnikiem pruskiej akcyzy (Kriegs- und Steuerrat) na Siedlcach, pełnił obowiązki rezydenta pruskiego w Gdańsku (1782–1793), kierującego Zarządem Miasta Gdańska (1793-1794), prezydenta Gdańska i jednocześnie dyrektora policji (1794-1803). W 1799 otrzymał dyplom potwierdzenia szlachectwa. Ważnym wydarzeniem w życiu miasta było otwarcie w 1801 Teatru Miejskiego w Gdańsku (Danzig Stadttheater), którego budowę współfinansował. W Gdańsku rezydował w pałacyku Johanna Uphagena i Adama Gottlieba Freudego przy Langgarten 201 (ob. ul. Długie Ogrody 47). Posiadał majątek ziemski w Wietrzychowie (Rittergut Dietrichsdorf), pow. Nidzica. Na emeryturę przeszedł w 1803.